# Aleksandrinka
Aleksandrínka je naziv za zdomske Slovenke (večinoma Primorke,  po novejših raziskavah tudi nekatere Ziljanke), ki so od druge polovice 19.stoletja (v obdobju po izgradnji Sueškega prekopa) do druge svetovne vojne odhajale v Egipt, zlasti v Aleksandrijo. Ob začetku druge svetovne vojne je bilo v Egiptu okoli 7000 aleksandrink. Beseda aleksandrinka izvira iz primorske besede lešandrinka.
V Egiptu so opravljale predvsem delo varušk, sobaric, kuharic, guvernant, hišnih pomočnic in dojilj pri bogatih arabskih in tujih družinah. Čeprav jim je bilo težko, so to delo opravljale za preživetje, doma je vladala revščina, domačije so bile zadolžene, neporočena dekleta so odhajala tudi po nove izkušnje. Samske se velikokrat niso vrnile iz Egipta, saj je bila tam večja možnost za preživetje, poročene pa so zelo pogrešale može ter otroke, čeprav so pred odhodom poskrbele za njihovo varstvo, v nekaterih primerih so otroci prišli v Egipt za njimi.
Iz Egipta so prišle tudi bolj izobražene (če seveda so prišle) in so to znanje delile tudi z ostalimi.

## Primorske aleksandrinke
Večina primorskih deklet je bila iz Prvačine, Gradišča, Bilj, Bukovice, Mirna, Renč, Batuj, Sela pa tudi iz drugih krajev v Vipavski dolini, Goriških brdih in na Krasu. Za njihovo duhovno oskrbo so skrbele šolske sestre sv. Frančiška Kristusa Kralja. Da bi se v azilu aleksandrinke počutile čim bolj domače, je sestra Beata Gomišček iz Solkana uredila kapelico s podobo matere božje s Svete Gore.
Življenje po vrnitvi je bilo zelo težko, fenomen aleksandrinstva je bil dolgo neraziskan in tabuiziran, prve strokovne raziskave je opravila Dorica Makuc, in nato mitiziran. Dediščino primorskih aleksandrink ohranja Društvo za ohranjanje kulturne dediščine aleksandrink v Prvačini. Tam je v t.i. hiši na placu razstava, ki prikazuje usode aleksandrink in predmete, ki so jih prinesle iz Egipta. Društvo organizirana tudi različne dogodke in je poskrbelo za postavitev spominskih plošč v Zavetišču slovenskih šolskih sester v Aleksandriji in na Latinskem pokopališču v Kairu.  
Zgodbe o aleksandrinkah poznamo tudi iz pripovedovanj njihovih varovancev in varovank, o aleksandrinki Mariji Koron iz Batuj sta pisala Ellis Doudek in Claudia Roden.  

## Ziljske aleksandrinke
V Egiptu so bivale in bile zaposlene začetka 20. stoletja enako kot ostale aleksandrinke tudi nekatere koroške Slovenke iz Spodnje Ziljske doline na avstrijskem Koroškem. Tako sta zapisani dve, oz. so zapisane verjetno celo tri hčerke iz Schnablove družine (Jožefa, Francka ter Liza), p.d. Štalar v Zahomcu v občini Straja vas. Jožefa Schnabl/Šnabl in Francka Schnabl/Šnabl sta obe tekoče govorili arabsko. V Egiptu sta tudi  bili zaposleni Theresia Müller (1883-1972), poročena Wiegele, p.d. Drčnik in Marija Müller (1887-1976), p. d. Spahojneva Mojca) prav tako iz Zahomca.
Enostava obrazložitev njihove življenjske poti je, da so Ziljani kot furmani že od nekdaj bilil navezani na Trst in imeli tam celo trgovine ali obrti, tako da so ziljske aleksandrinke preko teh tradicionalnih vezi zvedele za možnost zaposlitve v Egiptu.
Ta aspekt regionalne slovenske kulturne zgodovine podkrepljen z natančnimi podatki je prvič objavljen v prispevku Bojana-Ilije Schnabla v Koledarju koroške Mohorjeve družbe 2015 ter v Enciklopediji slovenske kulturne zgodovine na Koroškem (2016).

## Literarne upodobitve aleksandrink
- Marica Gregorič Stepančič [Ksenija]: Šumi Nil … Črtica iz življenja egiptovskih Slovenk, Ljubljanski zvon letn. 21, 1901, št. 5, str. 349–352.[9]
- Anton Aškerc: Egipčanka. Ljubljanski zvon, 534-543. 26/1906, št 9, str. 534-543.[10]
- France Bevk: Žerjavi. Ljubljana: Vodnikova družba, 1932.
- Juš Kozak: Tuja žena. Ljubljanski zvon, letn. 49, 1929.[11]
- Marjan Tomšič: Grenko morje. Ljubljana: Kmečki glas, 2002.[12]
- Marjan Tomšič: Južni veter. Ljubljana: Društvo 2000, 2004.
- Darinka Kozinc: Pravili so jim Aleksandrinke. Nova Gorica: Educa, 2008.
- Darinka Kozinc: Tišina se je uglasila. Nova Gorica: Educa, 2011.
- Darinka Kozinc: Les Goriciennes. Gorica: Goriška Mohorjeva, 2016
- Darinka Kozinc: Les Slovenes, Trst, Mladika, 2018
- Darinka Kozinc; Kdo je pazil babico, ko je bila majhna?, Pekel, Volosov hram, 2021

## Gledališka uprizoritev
Trieste-Allesandria EMBARKED, Štorja od lešandrink, besedilo Draga Potočnjak in Neda Rusjan Bric, režija Neda Rusjan Bric, Zavod Maska, 2005

## Filmografija
- Žerjavi letijo na jug, dokumentarni film, avtorica Dorica Makuc, 1975
- Pisma iz Egipta, celovečerni igrani film, režija Polona Sepe, 2010
- Aleksandrinke, dokumentarni film, režija Metod Pevec, 2011